# Archelaos z Priene

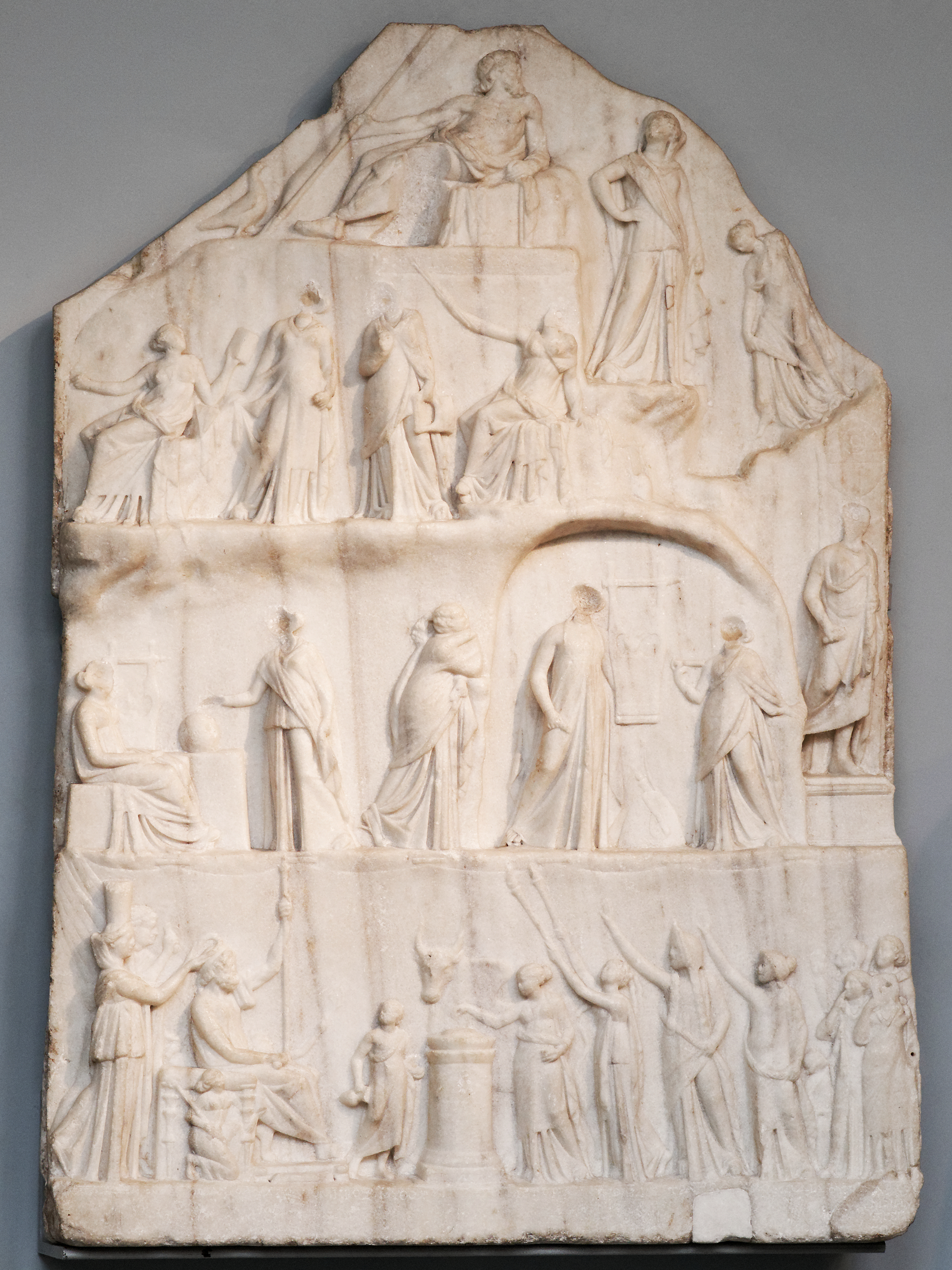
Apoteoza Homera

Archelaos z Priene – starogrecki rzeźbiarz, żyjący około 300 roku p.n.e. w Priene. Jest znany głównie z marmurowego reliefu Apoteoza Homera, przechowywanego w British Museum. 